# ディック・デ・レウス
ディック・デ・レウス（オランダ語: Dick de Reus、1923年5月19日 - 2007年6月3日）は、オランダのヴァイオリン奏者。

## 経歴
1923年、アムステルダムで生まれた。1936年に政府奨学金を得て、アムステルダム音楽院に入学してヘルマン・ライデンスドルフ(Herman Leijdensdorff)に師事した。
1952年から1956年までアムステルダム・コンセルトヘボウ管弦楽団に在籍。1956年から1961年までユトレヒト市立管弦楽団でコンサートマスターを務めた。

## ディスコグラフィ
- Hans Henkemans (1960s). Concertos, violin and orchestra. Radio Nederland. OCLC 610226969
- ゲオルク・フリードリヒ・ヘンデル：ヴァイオリン・ソナタ op.1-13 Telefunken AWT 8022 w/ アルベルト・デ・クレーク（オルガン）[5]
- Jean Fournet (2000). the radio recordings. Q disc. OCLC 48648328